# Comuna Voronivka, Horodîșce
Voronivka (în ucraineană Воронівка) este o comună în raionul Horodîșce, regiunea Cerkasî, Ucraina, formată din satele Dmîtrove și Voronivka (reședința).

## Demografie
Componența lingvistică a comunei Voronivka
     Ucraineană (97,49%)
     Rusă (2,43%)
     Alte limbi (0,08%)
Conform recensământului din 2001, majoritatea populației comunei Voronivka era vorbitoare de ucraineană (97,49%), existând în minoritate și vorbitori de rusă (2,43%).